# Atheris squamigera
Espèce
Synonymes
- Echis squamigera Hallowell, 1854
- Toxicoa squamata Cope, 1859
- Atheris squamatus (Cope, 1859)
- Poecilostolus burtonii Günther, 1863
- Atheris burtonii (Günther, 1863)
- Atheris lucani Rochebrune, 1885
- Atheris proximus Rochebrune, 1885
- Atheris squamigera robusta Laurent, 1956

Atheris squamigera est une espèce de serpents de la famille des Viperidae.

## Répartition
Cette espèce se rencontre en Afrique Centrale :
- au Kenya ;
- en Ouganda ;
- en République démocratique du Congo ;
- en République centrafricaine ;
- au Cameroun ;
- en République du Congo ;
- au Gabon ;
- en Angola ;
- au Togo ;
- au Ghana.

## Description

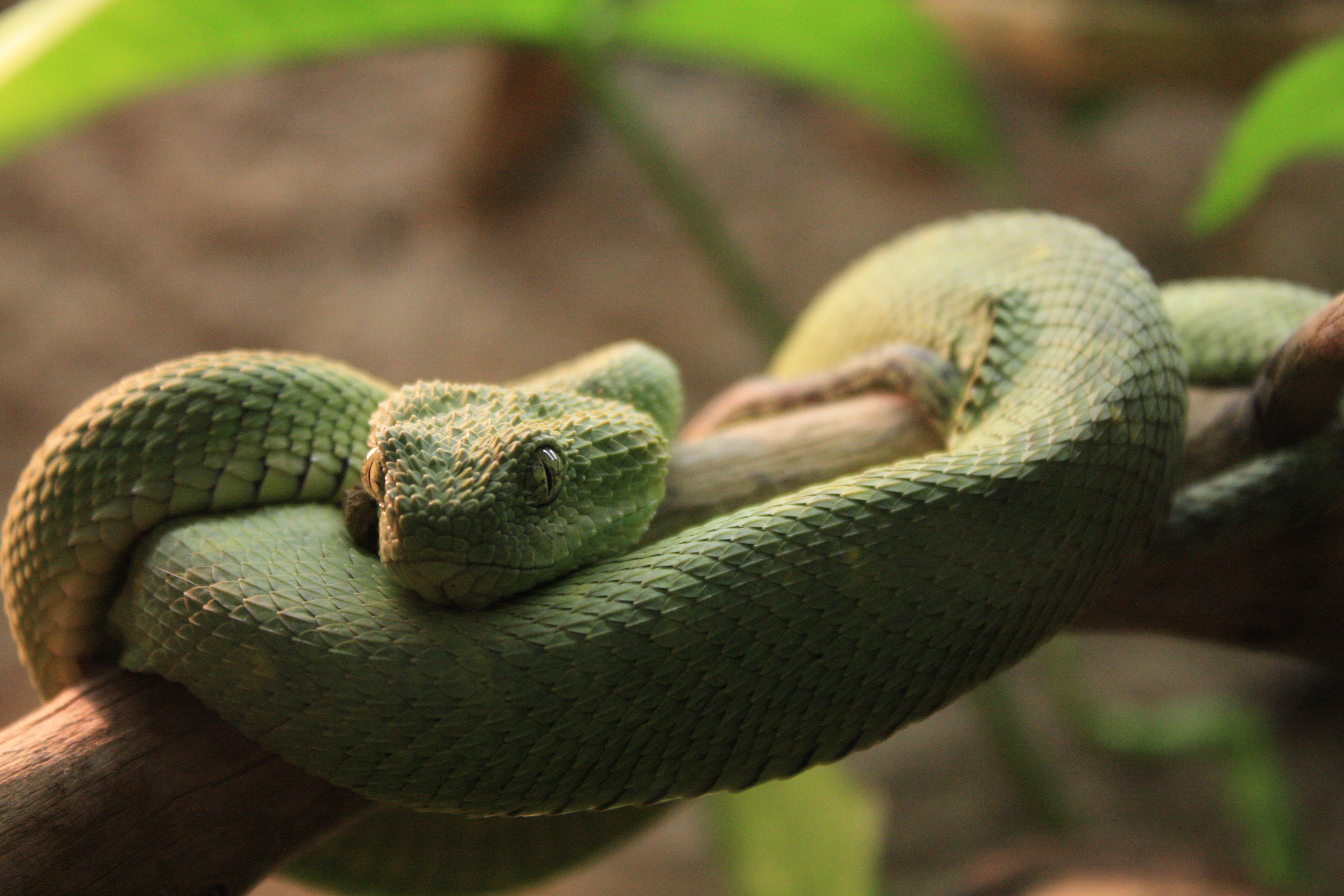
Atheris squamigera

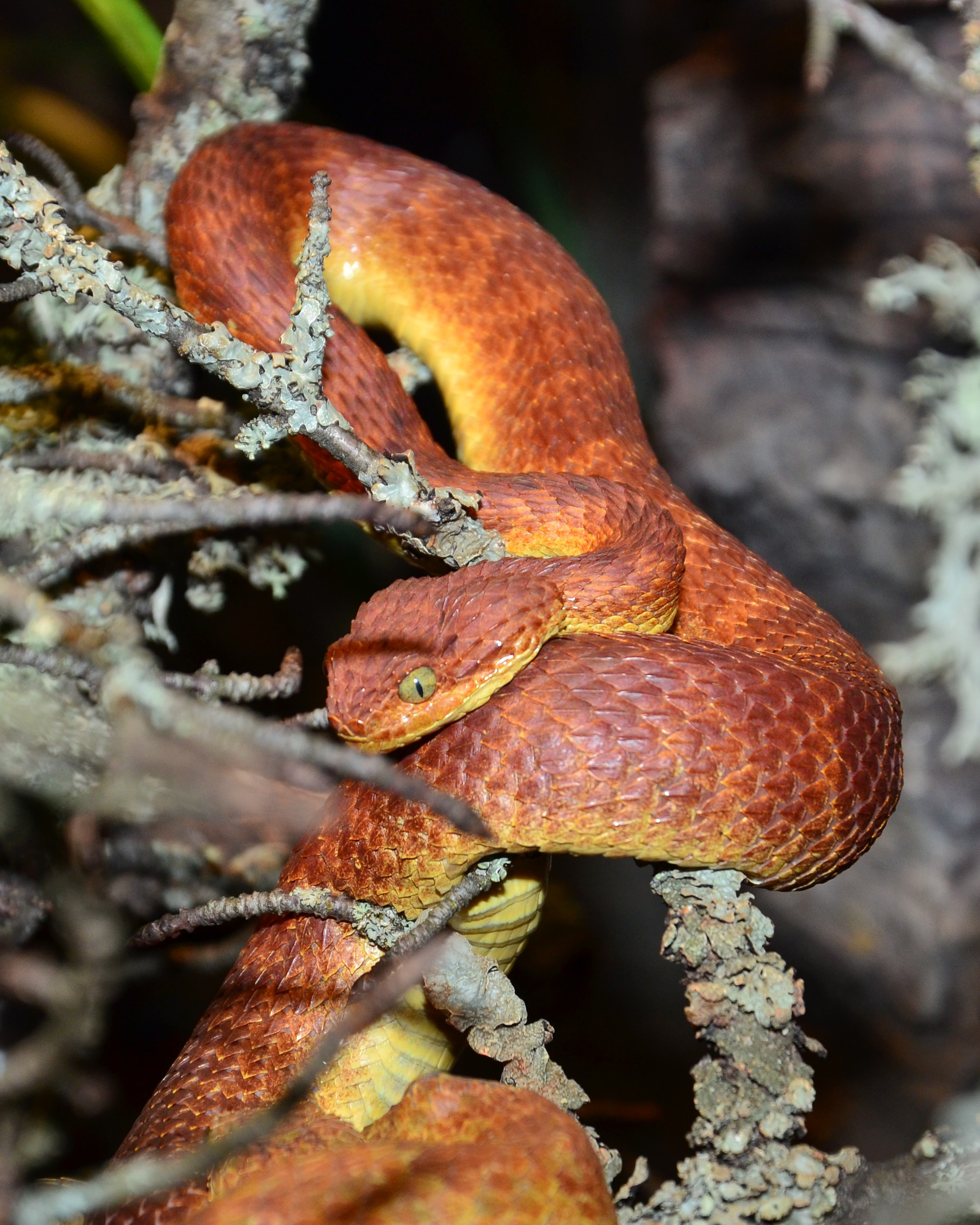
Atheris squamigera

Cette vipère peut atteindre 50 à 60 cm, près de 80 cm pour les plus grands spécimens, les femelles étant en général plus grandes que les mâles.
La tête est plate, et se découpe nettement du corps, les yeux sont à pupille verticale comme chez toutes les vipères.
La coloration varie dans les divers tons de vert, du vert clair au vert-olive sombre, et quelques individus peuvent également être plutôt jaunes, rougeâtres ou grisâtres.
Les juvéniles sont plus sombres, le changement de couleur se produisant vers 3 ou 4 mois.
Elle vit principalement dans les forêts humides ou les taillis.
Cette espèce est venimeuse et ovovivipare.

## Taxinomie
La sous-espèce Atheris squamigera robusta a été placée en synonymie avec Atheris squamigera. Atheris anisolepis a été relevée sa synonymie avec Atheris squamigera.

## Publication originale
- Hallowell, 1854 : Descriptions of new reptiles from Guinea. Proceedings of the Academy of Natural Sciences of Philadelphia, vol. 7, p. 193-194 (texte intégral).